# Hospital Miguel Arraes
O Hospital Metropolitano Norte Miguel Arraes (HMA) é uma instituição hospitalar pública da cidade do Paulista, estado de Pernambuco, Brasil. Fundado em 15 de dezembro de 2009, é o primeiro grande hospital de trauma construído na Região Metropolitana do Recife em 40 anos e oferece serviços em urgência e emergência 24 horas, clínica médica, cirurgia geral e traumato-ortopedia.

## Estrutura
São 146 leitos, sendo:
- 29 de UTI
- 29 de cirurgia geral
- 30 de clínica médica
- 58 de ortopedia
- Além de 28 leitos de observação na Emergência

A unidade foi o primeiro hospital público a ter heliponto e ainda conta com:
- Centro cirúrgico com 5 salas
- CME - Central de esterilização
- Farmácia
- Agência transfusional
- Laboratório de patologia clínica 24 horas
- Serviço social e de Psicologia
- Serviço de Imagem com RX, Tomografia, Endoscopia, Ultrassonografia e Ecocardiograma

## Números
2,1 mil atendimentos por mês na emergência
4 mil atendimentos ambulatoriais por mês
530 cirurgias por mês
146 leitos, sendo 29 de UTI
904 funcionários
201 médicos

## Contato
Endereço: Estrada da Fazendinha, S/N, Jaguaribe, Paulista/PE. CEP: 53.413-000
Telefones: (81) 3181.9892 (recepção administração) // (81) 3181.9600/9700 (recepção internação) // FAX: (81) 3181-9617